# Sixto Ramírez
Sixto Rodrigo Ramírez Cardozo (Luque, Paraguay, 29 de julio de 1990) es un futbolista paraguayo. Juega como defensa central y su equipo actual es Club 12 de octubre de la Primera División de Paraguay. Tiene 34 años.
Peso: 83 kilos

## Trayectoria
Durante su estancia en Coquimbo Unido al cuadro aurinegro le fue mal en lo deportivo e institucional: primero, porque acabó en el penúltimo lugar de entre catorce equipos, salvando la categoría gracias al peor rendimiento del descendido Lota Schwager; y segundo, porque en marzo de 2015 el club sufrió los embates de la naturaleza cuando un fuerte temporal de lluvias provocó el desborde de los ríos al norte de Chile, afectando por completo su estadio y las instalaciones en las que entrenaban.
En la temporada 2015-2016 llega al Club Nacional donde comparte la defensa con el ex Alianza Lima Marcos Miers y con el brasileño Rodrigo Teixeira.
Llegó a mediados del 2016 llega al Ayacucho FC salvándolo del descenso, es muy querido por la afición ayacuchana conocido como "El polaco". En el 2017 fue habitual titular, jugando 41 partidos y logró anotar 4 goles.

## Clubes
| Club              | País        | Año             |
| ----------------- | ----------- | --------------- |
| Sportivo Luqueño  | Paraguay    | 2011 - 2014     |
| Coquimbo Unido    | Chile       | 2014            |
| Nacional          | Paraguay    | 2015 - 2016     |
| Ayacucho F. C.    | Perú        | 2016 - 2019     |
| Deportivo Coopsol | Perú        | 2020 - 2021     |
| Deportivo Capiatá | Paraguay    | 2021 -          |
| 12 De Octubre     | 🇵🇾 Paraguay | 2022 (Presente) |